# Heliophanus berlandi
Heliophanus berlandi is een spinnensoort uit de familie van de springspinnen (Salticidae).
De wetenschappelijke naam van de soort werd in 1937 gepubliceerd door Reginald Frederick Lawrence.